# Чаус (Новосибирская область)
Чаус — деревня в Колыванском районе Новосибирской области. Входит в состав городского поселения рабочий посёлок Колывань.

## География
Площадь деревни — 42 гектара.

## История
Согласно списка населённых пунктов Томской губернии 1859 года в селе Чаусское проживало 247 мужчин и 274 женщины, а также была православная церковь.

## Население
| 2002 | 2007 | 2010 |
| ---- | ---- | ---- |
| 151  | ↘135 | ↘121 |

## Инфраструктура
В деревне по данным на 2007 год отсутствует социальная инфраструктура.